# Collegium Illyrico-Hungaricum
Collegium Illyrico-Hungaricum Bononiense neboli Ilyrsko-uherská kolej v Boloni, byla v letech 1554–1781 vysoká škola pro studenty z Chorvatska a Uherska. Budova se nachází v italské Boloni.

## Historie
V roce 1552 koupil záhřebský kanovník a probošt Pavel Zondi (Paulus Zondinus, 1480-1558) budovu v Boloni pro potřeby studentů z Chorvatska a Uher a ústav nazval Collegium hungarico-illyricum. Správou instituce byli pověřeni záhřebští kanovníci.
U zrodu koleje stál Pavel Zondi, rodák ze Sonty, v srbském regionu Bačka. Kvůli konfliktu mezi Ferdinandem I. a Janem Zápolským odešel do Říma, kde se stal členem bratrstva Ducha svatého, kam byl zapsán 17. června 1519 jako kanovník a kantor bačské kapituly. V roce 1533 působil u dvora papeže Klementa VII. jako apoštolský penitenciář pro Uhersko a kromě toho zastával také další diplomatické funkce. 
Boloňskou školu mohl založit díky prebendám, které spravoval. Důvodem pro založení vysoké školy byla osmanská invaze z východu a šíření protestantismu v západní a střední Evropě. Jako vzorem mu posloužilo zřízení koleje pro výchovu duchovních z německých zemí Collegium Germanicum, kterou založil sv. Ignác z Loyoly. 
Dle údajů na kupní smlouvě ze 7. srpna 1553 měla kolej podporu vrchnosti a byla nadána polem, vinicí a venkovským domem. Následujícího roku byl zakoupen dům v ulici Cento Trecento. Ve své zakládací listině z 1. února 1557 Pavel Zondi určil podmínky pro pobyt v koleji určené pro studenty z Uher a Slavonie. Zondi také mj. zanechal popis rozsahu tehdejší Slavonie: „Sclavonia intelligo debet et comprehendi intra Muram, Dravam, Zavum, Colapim ut Voldanum, qvantum diocesis Zarabicensis extenditur, adiunca Posega usque ad Drava ostia, ubi in Danubium se immergit viciinis Carinthia et Carinioa ac Dalmatia, que etiam in Italia Sclavonia vocatur." 
Kolej v průběhu let dostával od bývalých studentů různé dary. Tak např. Jiří II. Drašković, biskup rábský instituci v roce 1650 daroval 10 000 dukátů. Z této sumy byla postavena nová budova školy, kterou navrhli Giovanni Antonio a Giuseppe Antonio Torr a byla dokončena v roce 1700 za působení tehdejšího rektora kanovníka Petra Crnkoviće. Záhřebský biskup Stjepan Seliščević († 1703) věnoval 100 dukátů na výzdobu a jeho portrét je na jedné z fresek v ústavu. Námět dalších fresek souvisí s chorvatskou historií, proto zde jsou vyobrazeni např. také bl. Augustin Kažotić a sv. Kvirin Sisacký. Jeden z výjevů znázorňuje Jiřího II. Draškoviće jako vyslance císaře Ferdinanda I. na Tridentském koncilu. Vyobrazení kardinála Leopolda Koloniće v bitvě s Turky u Vídně a či bána Tomáše z Erdődy v bitvě u Sisaku.